# John Thibaut
John Walter Thibaut (* 30. April 1917 in Marion; † 19. Februar 1986) war Sozialpsychologe und langjähriger Professor an der University of North Carolina at Chapel Hill; er war der erste Herausgeber des Journals of Experimental Social Psychology.

## Leben
Er war der Sohn von Ralph Gooding und Marie (Walter) Thibaut. Johns Eltern besaßen wenig formale Bildung, erkannten aber das frühe Interesse ihres Sohnes am Lernen und unterstützten seine akademische Karriere. Seinen B.A. bekam er 1939 an der University of North Carolina. Hier arbeitete er zuerst als Instructor für Philosophie und 1941 bis 1942 als außerordentlicher Professor für Psychologie. 1942 bis 1946 diente er in der Armee der Vereinigten Staaten, zuletzt als Oberleutnant. Einen Doktorgrad der Philosophie erwarb er 1949 am Massachusetts Institute of Technology mit der Dissertation „The relationship of group cohesiveness to inter-group status differences“ unter der Betreuung von Dorwin Cartwright, hier war er einer der letzten Doktoranden von Kurt Lewin. Er war von 1948 bis 1949 wissenschaftlicher Mitarbeiter an der Universität von Michigan, von 1949 bis 1951  Assistenzprofessor für Psychologie der Boston University sowie von 1952 bis 1953 Lehrbeauftragter und wissenschaftlicher Mitarbeiter an der Harvard University. Von 1953 bis 1955 war er außerordentlicher Professor und 1955 bis 1962 ordentlicher Professor für Psychologie an der Universität von North Carolina, Chapel Hill; ab 1962  bis zu seiner Emeritierung war er Alumni Distinguished Professor an der Universität von North Carolina, Chapel Hill.

## Werk
Thibaut forschte in verschiedenen Bereichen der Sozialpsychologie, über soziale und politische Philosophie und über soziale Fragen, einschließlich der Aushandlung von Loyalität und Fairness in Verfahren zur Konfliktlösung.
Zusammen mit Harold H. Kelley entwickelte er eine Theorie des sozialen Austauschs. Mit dieser Theorie wird versucht, das Verhalten von Menschen in zwischenmenschlichen Beziehungen zu erklären. Sie besagt, dass Menschen bei jedem Austausch versuchen, ihren Nutzen zu maximieren, indem sie gerechte und für beide Seiten vorteilhafte Beziehungen anstreben. Prinzipien sind dabei: Fairness (Menschen suchen einen gerechten Austausch zwischen den Parteien), Zufriedenheit (Menschen streben im Sinne einer Zufriedenheitsmaximierung nach der Befriedigung ihrer eigenen Bedürfnisse und Wünsche), Reziprozität (Menschen erwarten in ihren zwischenmenschlichen Beziehungen einen angemessenen Ausgleich für ihre Bemühungen). Diese Theorie wurde zum Verständnis von Verhaltensmustern in zwischenmenschlichen Beziehungen, wie z. B. Geschäftsbeziehungen, Arbeitsbeziehungen, Paarbeziehungen, Freundesgruppen und Familienbeziehungen, verwendet.
Die Austauschtheorie wurde von beiden zu einer sozialen Interdependenztheorie weiterentwickelt. Dabei wurden sechs strukturelle Dimensionen identifiziert, die die Motivation und die Interaktion beeinflussen: Grad der Abhängigkeit, Gegenseitigkeit, Basis der Abhängigkeit, Kovariation der Interessen, zeitliche Struktur und Verfügbarkeit von Informationen. Mit dieser Theorie werden auch Prozesse wie Affordanz, Transformation, Attribution und Selbstdarstellung erforscht und es wird zu erklären versucht, wie die Struktur soziale Motive beeinflusst.
Mit dem Rechtsexperten Laurens Walker forschte er auf dem Gebiet der Verfahrensgerechtigkeit. Aufgrund empirischer Studien versuchten sie eine allgemeine Theorie des Verfahrens zur Erreichung der Ziele „Wahrheit“ und „Gerechtigkeit“ in Situationen mit kognitiven Konflikten, Interessenkonflikten und „gemischten“ Streitigkeiten zu entwickelten.

## Ehrungen
- 1956–1957: Fellow am Center for Advanced Study in the Behavioral Sciences, Stanford[1]
- 1963–1964: Public Health Service Special fellow Sorbonne, Paris
- 1978: Mitglied der American Academy of Arts and Sciences
- 1981: Distinguished Senior Scientist Award der Society for Experimental Social Psychology
- 1983: Distinguished Scientific Contribution Award der American Psychological Association
- Fellow der Society for the Psychological Study of Social Issues

## Privates
Er heiratete am 5. Januar 1944 Ann Elliot Hommann. Er starb im Alter von 68 Jahren an Lungenkrebs und hinterließ seine Frau Ann und seine Kinder Constantia und Charles.

## Publikationen (Auswahl)
Monografien
- Mit L. Walker: Procedural justice: A psychological analysis. Lawrence Erlbaum Associates, Hillsdale NJ 1975.
- Mit H. H. Kelley: Interpersonal relations: A theory of interdependence. Wiley-Interscience, New York 1978.
- Mit H. H. Kelley: The social psychology of groups. Wiley, New York 1959.
- Mit Peretz Bernstein: The Social Roots of Discrimination: The Case of the Jews. Routledge, London 2008, ISBN 978-1412808668.

Zeitschriftenartikel
- K., Back; L., Festinger; B. Hymovitch; H. Kelley; S. Schachter; J. Thibaut: The methodology of studying rumor transmission. Human Relations, 1950, 3 (3), S. 307–312.
- L. Festinger; J. Thibaut: Interpersonal communication in small groups. Journal of Abnormal and Social Psychology, 1951, 46 (1), S. 92–99.